# Недарчув-Ґурни-Кольонія
Недарчув-Ґурни-Кольонія (пол. Niedarczów Górny-Kolonia) — село в Польщі, у гміні Казанув Зволенського повіту Мазовецького воєводства.
Населення — 193 особи (2011).
У 1975-1998 роках село належало до Радомського воєводства.

## Демографія
Демографічна структура станом на 31 березня 2011 року:
|          | Загалом | Допрацездатний вік | Працездатний вік | Постпрацездатний вік |
| -------- | ------- | ------------------ | ---------------- | -------------------- |
| Чоловіки | 104     | 23                 | 74               | 7                    |
| Жінки    | 89      | 23                 | 50               | 16                   |
| Разом    | 193     | 46                 | 124              | 23                   |